# (32091) Jasonwu
2000 KE30 (asteroide 32091) é um asteroide da cintura principal. Possui uma excentricidade de 0.10883830 e uma inclinação de 1.53976º.
Este asteroide foi descoberto no dia 28 de maio de 2000 por LINEAR em Socorro.